# Carey Bell
Carey Bell (14 de novembro de 1936 – 6 de maio de 2007) foi um gaitista de blues estado-unidense. Bell tocou harmónica e baixo para outros músicos de blues durante as décadas de 1950, 1960 e 1970 antes de iniciar carreira solo. Além de seus próprios álbuns, fez gravações com Earl Hooker, Robert Nighthawk, Lowell Fulson, Eddie Taylor, Louisiana Red, Jimmy Dawkins e também como companheiro frequente de seu filho, o guitarrista Lurrie Bell. A revista Blues Revue afirmou Bell como sendo "um dos melhores gaitistas de Chicago." The Chicago Tribune dizendo que Bell é "um formidável talento na tradição de Sonny Boy Williamson e Little Walter."

## Biografia

### Infância
Nascido Carey Bell Harrington em Macon, Mississipi. Quando criança, Bell ficou intrigado com a música de Louis Jordan. Bell queria um saxofone para ser como seu herói Jordan; porém sua família não tinha dinheiro pra lhe comprar um saxofone, portanto teve que se contentar com uma harmonica, comumente conhecida como o saxofone do Mississippi. Em pouco tempo Bell ficou atraído pelos grandes gaitistas do blues: DeFord Bailey, Big Walter Horton, Little Walter, Sonny Boy Williamson I e II. Autodidata aos oito anos já tinha habilidade com o instrumento. Aos 13 anos se juntou a banda de seu padrinho, Lovie Lee's blues band.

### Chicago
Em setembro de 1956, Lovie Lee convenceu Bell a ir com ele para Chicago. Pouco tempo após sua chegada foi ao Club Zanzibar, onde Little Walter estava se apresentando. Bell conheceu Walter e mais tarde aprendeu algumas técnicas de harmonica com ele e seu principal professor de chicago, Big Walter Horton. Para aumentar suas chances de ser empregado como músico aprendeu a tocar baixo com Hound Dog Taylor.
Apesar de ter aprendido a tocar com alguns dos melhores gaitistas do gênero, Bell chegou a Chicago em uma época ruim. A demanda por gaitistas havia diminuído com a popularização da guitarra elétrica como instrumento no blues. Para pagar as contas continuou tocando baixo para diversas bandas. no final dos anos 60 se apresentou regularmente no oeste de Chicago com os guitarristas Eddie Taylor e Royal Johnson, tocando tanto harmonica quanto baixo. Em 1969 participou da turnê pela Europa e Reino Unido com o  American Folk Blues Festival, se apresentando inclusive no Royal Albert Hall em Londres aparecendo em uma gravação ao vivo do evento.

### Carreira solo
Em 1969, a Delmark Records de Chicago lançou o primeiro álbum solo de Carey Bell, Carey Bell's Blues Harp. Entre 1970 e 1971 se juntou a Muddy Waters na mesma época tocou com Willie Dixon's Chicago Blues All-Stars. Em 1972 lançou Big Walter Horton with Carey Bell pela Alligator Records. No ano seguinte gravou seu segundo disco solo, Last Night pela ABC Bluesway. Bell continuou tocando com Willie Dixon e com seu próprio grupo, tendo em 1978 sido nomeado ao Grammy pelo álbum Living Chicago Blues. Também em nos anos 70 apareceu em duas gravações da Bob Riedy Blues Band.
Durante a década de 80 continuou gravando para diversas gravadoras e fazendo turnês. Em 1990 se juntou aos gaitistas Junior Wells, James Cotton e Billy Branch para gravar Harp Attack!, um clássico do blues moderno que se tornou um dos álbuns mais vendidos da Alligator Records.

### Alligator years
Apesar de trabalhar durante vários anos com a Alligator, o primeiro disco inteiro de Cary Bell pela gravadora foi Deep Down, lançado em 1995. Em 1997, lançou Good Luck Man, seguido por Second Nature em 2004(originalmente gravado na Finlândia alguns anos antes), Um dueto  com seu filho Lurrie Bell (que dividiu o trabalho nas guitarras com Carl Weathersby em Deep Down).
Em 1998 recebeu a premiação de Traditional Male Artist Of The Year pela Blues Music Award.
Em 2007, a Delmark Records lançou um trabalho ao vivo de Bell acompanhado de uma banda que incluía seu filho Lurrie, o guitarrista Scott Cable, Kenny Smith, Bob Stroger e Joe Thomas.

### Morte
Carey Bell morreu por uma falha cardíaca em 6 de maio de 2007, em Chicago, Illinois.

## Discografia
- 1969 Carey Bell's Blues Harp (Delmark)
- 1973 Last Night (One Way)
- 1977 Heartaches and Pain (Delmark)
- 1982 Goin' on Main Street (Evidence)
- 1983 Son of a Gun (Rooster Blues)
- 1986 Straight Shoot (Blues South West)
- 1988 Harpslinger (JSP)
- 1990 Dynasty! (JSP)
- 1991 Mellow Down Easy (Blind Pig)
- 1992 Breakdown Blues-Live  (CMA Rec.) with 'The Cat'
- 1994 Harpmaster (JSP)
- 1995 Carey Bell & Spike Ravenswood (Saar)
- 1995 Deep Down (Alligator)
- 1997 Good Luck Man (Alligator)
- 1999 Brought Up the Hard Way (JSP CD 802)
- 2004 Second Nature (Alligator)
- 2007 Gettin Up: Live at Buddy Guy's Legends Rosa's (Delmark)

### com Louisiana Red
- 1980 Reality Blues (L+R)
- 1983 Boy from Black Bayou (L+R)
- 1984 My Life  (L+R)
- 1993 Brothers in Blues (CMA Rec.)
- 1994 Live at 55  (Enja)
- 2004 The Blues Masters Bad Case of the Blues (Mojo Tone )

### Colaborações com outros artistas
- 1969 Wanna dance all Night, John Lee Hooker (Musidisc)
- 1972/73 Lake Michigan Ain't No River com Bob Riedy Blues Band
- 1974 Just Off Halsted com Bob Riedy Blues Band (Flying Fish FF 006)
- 1980 Blues after Sunrise, Heinz Sauer, Bob Degen (L+R 40017)
- 1990 Harp Attack! (Alligator) com James Cotton, Junior Wells e Billy Branch
- 1991 Delta Bluesman, Honeyboy Edwards (Earwig 4922)
- 1994 Good Candy , Lovie Lee (Earwig 4928)
- 1996 You Can't Take My Blues, Doug MacLeod (Sledgehammer Blues 2-AQM-1041)[8]
- 1998 Blues Blues Blues, The Jimmy Rogers All Stars (Atlantic)
- 2001 Superharps II (Telarc) com Lazy Lester, Raful Neal e Snooky Pryor